# Que sera (Medina)
Que sera è un singolo del duo musicale svedese Medina, pubblicato il 2 marzo 2024 su etichetta discografica Warner Music Sweden.

## Descrizione
Con Que sera il duo ha preso parte a Melodifestivalen 2024, la competizione canora svedese utilizzata come processo di selezione per l'Eurovision Song Contest. Essendo risultati i secondi più votata dal pubblico fra i sei partecipanti alla loro semifinale, hanno avuto accesso diretto alla finale, dove si sono piazzati al 2º posto su 12 partecipanti con 104 punti totalizzati.

## Tracce
Testi e musiche di Ali Jammali, Anderz Wrethov, Jimmy "Joker" Thörnfeldt, Sami Rekik.
1. Que sera – 2:46

## Classifiche

### Classifiche settimanali
| Classifica (2024) | Posizione massima |
| ----------------- | ----------------- |
| Svezia            | 1                 |

### Classifiche di fine anno
| Classifica (2024) | Posizione |
| ----------------- | --------- |
| Svezia            | 6         |